# George A. Steel

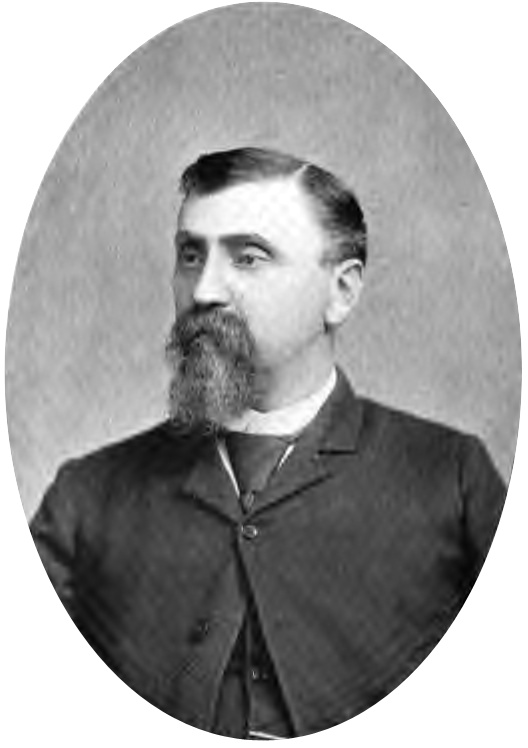
George A. Steel

George A. Steel (* 22. April 1846 in Stafford, Ohio; † 20. Juni 1918) war ein US-amerikanischer Geschäftsmann und Politiker (Republikanische Partei).

## Frühe Jahre
George A. Steel, Sohn von Elizabeth Lawrie und William Steel, wurde drei Tage vor dem Ausbruch des Mexikanisch-Amerikanischen Krieges im Monroe County geboren. Über seine Jugendjahre ist nichts bekannt. Während des Bürgerkrieges segelte er 1862 zu der Isthmus von Panama und reiste dann von dort mit einem Schiff, welches unter dem Kommando von J.D. Merryman stand, nach Portland (Oregon). Dort begann er zuerst als Clerk (Büroangestellter) in einem Kommissionshaus zu arbeiten, bevor er 1865 eine Anstellung in der gleichen Position im Postamt in Portland antrat. Dann arbeitete er für die Oregon Iron Company Furnace gefolgt von der Ladd & Tilton Bank, wo er vier Jahre lang als Buchhalter tätig war. Am 18. Februar 1869 heiratete er Eva Pope, Tochter von Charles Pope.
Steel ging 1870 eine Partnerschaft mit Joseph K. Gill betreffend der Buchhandlung Gill & Steel ein, dem Vorgängerunternehmen von J. K. Gill Company. Im Folgejahr, 1871, erwarben sie einen Teil von Harris & Holman und später Bancroft & Morse, wobei Bancroft als Partner hinzustieß. Steel kaufte später seine Partner heraus, ging aber später bankrott und verkaufte die Vermögenswerte. Der Rest von Steels Familie, einschließlich seines Bruders William Gladstone Steel, zog 1872 nach Oregon. Steel arbeitete bis 1878 weiterhin mit Gill zusammen. 1881 wurde er Postmeister in Portland.
Zwischenzeitlich war er von 1877 bis 1879 als Sonderermittler für das United States Post Office Department (Vorgänger vom United States Postmaster General) tätig und von 1879 bis 1880 als Deputy Collector für das Zollamt im Hafen von Portland. Er war bis 1885 als Postmeister tätig und dann erneut von 1889 bis 1894. Während seiner Tätigkeit als Postmeister begann er mit seinem Bruder James für die G.A. Steel & Company Feuerversicherungen zu verkaufen. Nach dem Ende seiner Amtszeit setzte er diese Tätigkeit fort und war später mit seinem Bruder an der Gründung der Metropolitan Railway Company beteiligt. Dabei handelte es sich um eine elektrische Eisenbahnlinie, die im Januar 1890 eröffnet wurde und ursprünglich von Portland nach Fulton Park verlief. Später zu Eastside Electric Railway benannt, wurde die Linie bis nach Oregon City erweitert, ging aber 1898 bankrott.

## Politische Laufbahn
Bei den Wahlen im Jahr 1870 errang er einen Sieg bei seiner Kandidatur für sein erstes öffentliches Amt als Treasurer vom Multnomah County – ein Posten, den er zwei Jahre lang bekleidete. 1876 wurde er zum Vorsitzenden des State Central Committee in der Republikanischen Partei von Oregon gewählt. Steel bekleidete bis 1878 den Posten als Vorsitzender. Zu diesem Zeitpunkt wurde er Secretary im Committee.
Steel wurde 1886 in den Senat von Oregon gewählt, wo er den 20. Bezirk im Multnomah County vertrat. Er diente eine vierjährige Amtszeit in der Legislative, die zwei Legislativsessions überspannte. 1894 trat er dann erneut den Posten als Vorsitzender im State Central Committee an, welchen er bis 1896 innehatte. Ab 1900 war er im Republican National Committee tätig. Er saß dann 1902 und 1904 erneut im Committee. Bei den Wahlen im Jahr 1906 wurde er zum Treasurer of State von Oregon gewählt. Er bekleide den Posten eine vierjährige Amtszeit vom 15. Januar 1907 bis zum 3. Januar 1911.

## Späte Jahre und Vermächtnis
Steel und seine Ehefrau hatten zwei Kinder und waren Mitglieder der First Congregational Church in Portland. George A. Steel verstarb am 20. Juni 1918 im Alter von 72 Jahren. Die letzten Jahre seines Lebens waren vom Ersten Weltkrieg überschattet.
Die Gemeinde Stafford südlich von Portland wurde von Steel nach seiner Heimatstadt benannt sowie der Stafford Road in demselben Gebiet.